# Аллауи, Айяд
Айя́д Алла́уи, или Ия́д Алла́ви (31 мая 1944) — иракский политик, премьер-министр Ирака в 2004—2005 годах, вице-президент Ирака с октября 2016 по октябрь 2018 года, глава коалиции политических сил Национальное согласие Ирака. По вероисповедованию — шиит, по профессии — врач. Жил за пределами Ирака более 30 лет, вернулся после свержения Саддама Хуссейна.
На прошедших 7 марта 2010 года парламентских выборах блок «Аль-Иракия» под руководством Аллауи победил, получив в парламенте 91 место из 325.